# Ligne de Villány à Mohács
La ligne de Villány à Osijek par Magyarbóly et Beli Manastir ou ligne 66 est une ligne de chemin de fer de Hongrie. Elle relie Villány à Magyarbóly.